# Little Door Gods
Little Door Gods (giản thể: 小门神; phồn thể: 小門神) là một bộ phim hài giả tưởng hoạt hình Trung Quốc năm 2015 do Gary Wang đạo diễn và viết kịch bản, được sản xuất bởi Light Chaser Animation Studios và phân phối bởi Alibaba Pictures. Ban đầu nó được phát hành tại Trung Quốc vào ngày 1 tháng 1 năm 2016.

## Lồng tiếng
- Gao Xiaosong vai Shen Tu
- Show Joy vai Laohu
- White. K vai Yu Lei
- Ji Guanlin vai Huaxia (Bloom)
- Cindy Yu vai Raindrop
- Bi Xiaolan vai Ying